# Comino
Comino (maltesisch Kemmuna, deutsch Kümmel) ist die kleinste bewohnte Insel des Maltesischen Archipels. Sie gehört zum Gemeindegebiet von Għajnsielem  im Südosten von Gozo. Zu erreichen ist die Insel von den Fährhäfen in Għajnsielem (Mġarr) auf Gozo und Ċirkewwa auf Malta.

## Geografie
Comino liegt zwischen den beiden größeren maltesischen Inseln Malta im Süden und Gozo im Norden in dem etwa sechs Kilometer breiten Meeresarm Il-Fliegu ta’ Ghawdex. Die Insel ist etwa drei Quadratkilometer groß und ein zwischen zehn und zwanzig Meter aus dem Meer ragendes Felsplateau. Die Küste fällt fast überall steil ab und ist mit zahlreichen Höhlen durchsetzt.

## Natur
Die Vegetation auf Comino ist spärlich. Hin und wieder trifft man auf kleinwüchsige Aleppokiefern und Oleanderbüsche, nur die Agaven und Feigenkakteen erreichen normale Ausmaße. Nach einem feuchten Winter kann der Boden reichlich mit Heidekraut, Thymian und verschiedenen Hartgräsern bedeckt sein. Weiterhin ist Comino ein Zufluchtsort für Vögel.

## Geschichte
Im Altertum wurde die Insel auch als Ephästia bezeichnet. Comino war bereits zur Bronzezeit besiedelt, Gräber aus der punisch-phönizischen Epoche wurden an der Westküste gefunden. Im Mittelalter lebten zeitweise bis zu 200 Menschen auf der Insel, und man baute den für die Insel namensgebenden Kümmel an. In dieser Zeit war Comino Stützpunkt von Piraten, die an der höhlenreichen Küste günstige Schlupfwinkel fanden. Sie wurden Anfang des 17. Jahrhunderts von den Johannitern vertrieben. Deren Großmeister Alof de Wignacourt ließ 1618 einen Wachturm errichten, der heute Santa Marija Tower heißt. Die Planung dieses Turms und die Bauaufsicht wurden seit dem 18. Jahrhundert (und werden in manchen Reiseführern noch immer) dem bekannten Festungsbaumeister Vittorio Cassar zugeschrieben, doch dies ist aufgrund der Quellen eher unwahrscheinlich. Im 18. Jahrhundert kamen die Santa Marija Gun Battery und die heute nicht mehr vorhandene Santa Marija Redoute hinzu. Zu dieser Zeit besaß die Insel eine Garnison von 130 Soldaten. Im 16. und 17. Jahrhundert war Comino Gefängnisinsel. Von 1814 an waren die Briten Herren des Maltesischen Archipels. Sie richteten auf Comino eine Quarantänestation für Seeleute ein.

## Gebäude auf Comino
Die Bebauung der Insel besteht u. a. aus dem Comino Hotel mit 95 Zimmern an der San Niklaw Bay im Norden der Insel. Es betrieb in der Saison einen eigenen Fährservice zu den Häfen in Mġarr und Ċirkewwa. Allerdings schloss es zum Ende der Saison 2019 dauerhaft und soll wohl abgerissen werden. Weiterhin gibt es eine Ferienbungalowsiedlung mit 46 Wohneinheiten, die kleine Annunciation Church an der Santa Marija Bay im Nordosten, die 1618 erbaut und in den Jahren 1667 und 1716 vergrößert wurde, sowie eine Polizeistation. Dort gibt es auch einen öffentlichen Campingplatz. Ein ehemaliger Friedhof, der durch eine hohe Mauer umsäumt ist, befindet sich zentral in etwa der Mitte der Insel. Auffälligstes Gebäude der Insel ist der St Mary’s Tower (Santa Marija Tower), eine während der Herrschaft des Johanniterordens im Jahr 1618 erbaute Festung. Direkt daneben befindet sich eine ehemalige Quarantänestation, in der die zwei ständigen Bewohner Cominos leben.

## Comino Heliport
Der Comino Heliport  (IATA-Code JCO) ist ein Heliport im Süden der Insel, östlich einer ehemaligen Schweinefarm. In den 1990er Jahren wurden aus Schweden per Flugzeug angelieferte Schweine per Hubschrauber aus veterinärmedizinischen Gründen direkt dahin weitergeflogen. Heute ist das Gelände verlassen und wird nicht mehr benutzt.

## Sehenswürdigkeiten

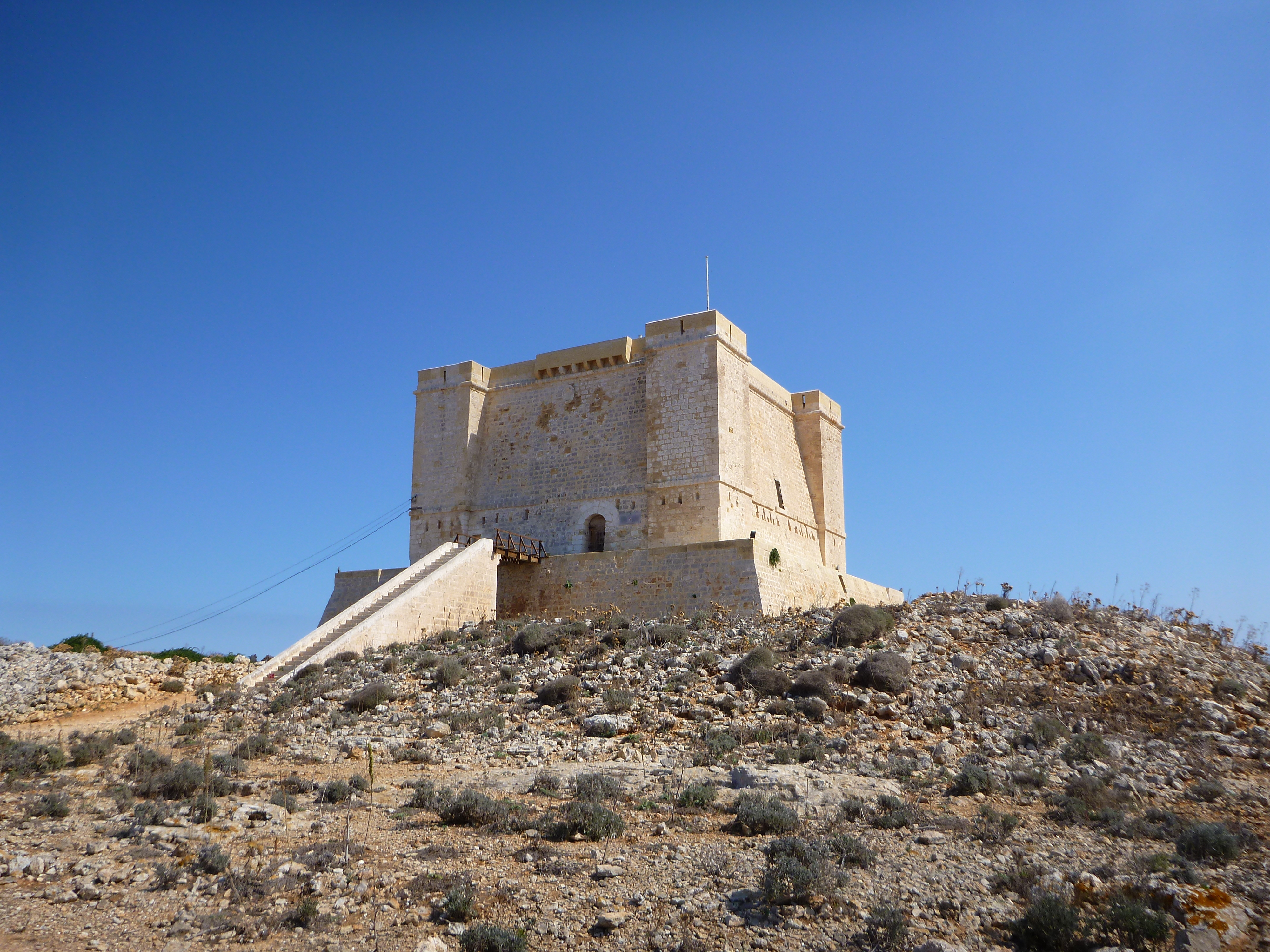
St Mary’s Tower (Santa Marija Tower), erbaut 1618

Der Santa Marija Tower ist 70 m über dem Meeresspiegel gelegen, 12 m hoch und dient als Aussichtspunkt mit Blick auf Malta und die Blaue Lagune.
Bereits 1416 ersuchte die maltesische Bevölkerung ihren damaligen König Alfons V. von Aragonien, einen Turm zu bauen, um ein Vorwarnsystem für den Fall einer Invasion von plündernden Piraten oder Schmugglern zu haben. Zwei Jahre später erhob der König eine Sondersteuer auf importierten Wein, um das Projekt zu finanzieren. Die Gelder wanderten jedoch in seine eigene Tasche, und die Insel blieb weitere 200 Jahre unverteidigt. 1618 wurde der Turm schließlich von den Maltesern unter Alof de Wignacourt an der Südostseite der Insel errichtet. Bevor er als Aussichtsturm diente und ab 2002 restauriert wurde, befand er sich in Besitz der maltesischen Streitkräfte.
Die Santa Marija Gun Battery ist eine Verteidigungsanlage mit vier historischen Kanonen. 
Die Blaue Lagune ist ein 120 Meter breiter Durchlass zwischen Comino und der ihr im Westen vorgelagerten kleinen Felsinsel Cominotto. Dort ist das Wasser klar wie Glas und in den unterschiedlichsten Türkisvariationen gefärbt.

## Galerie

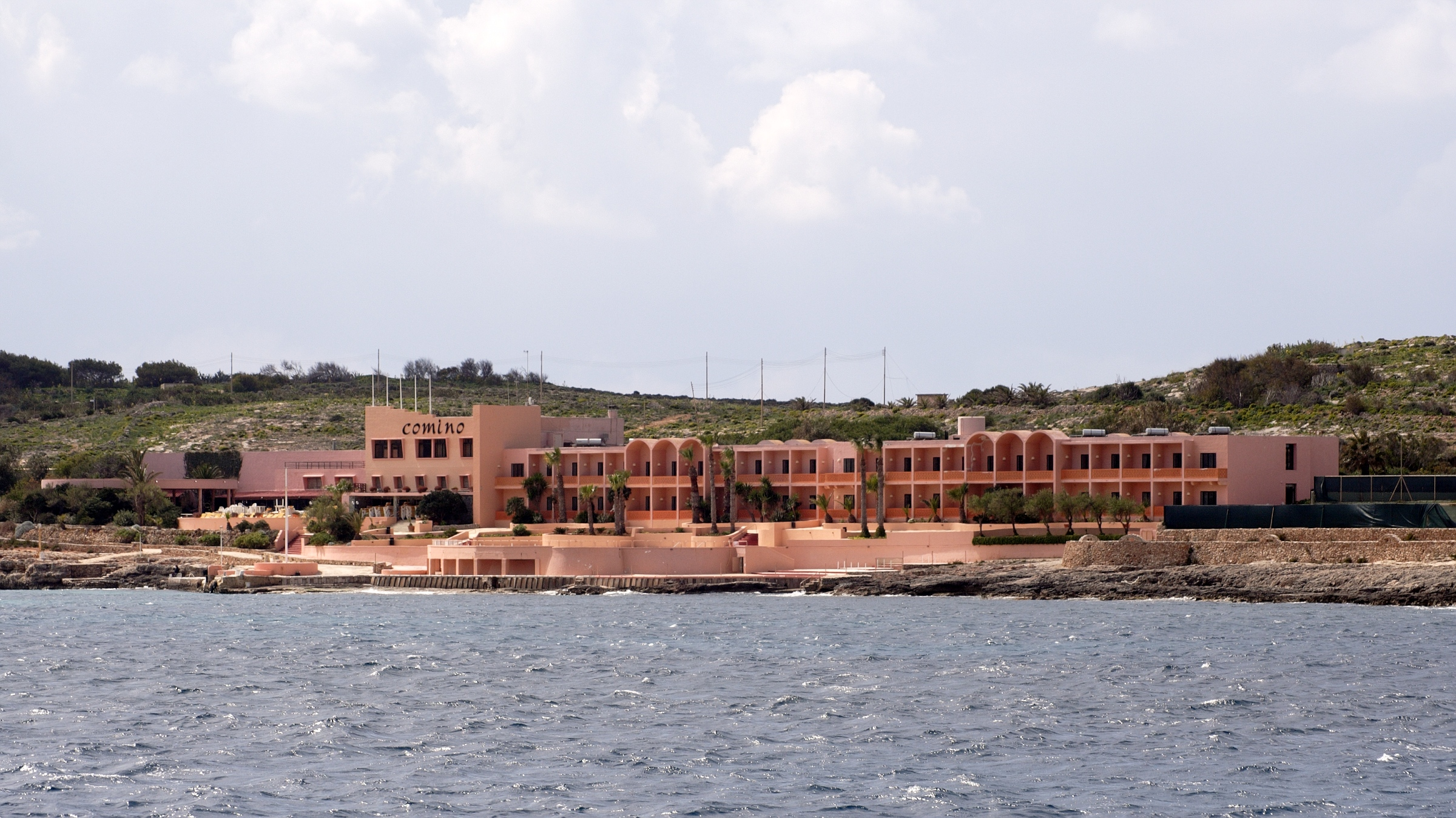
Comino Hotel
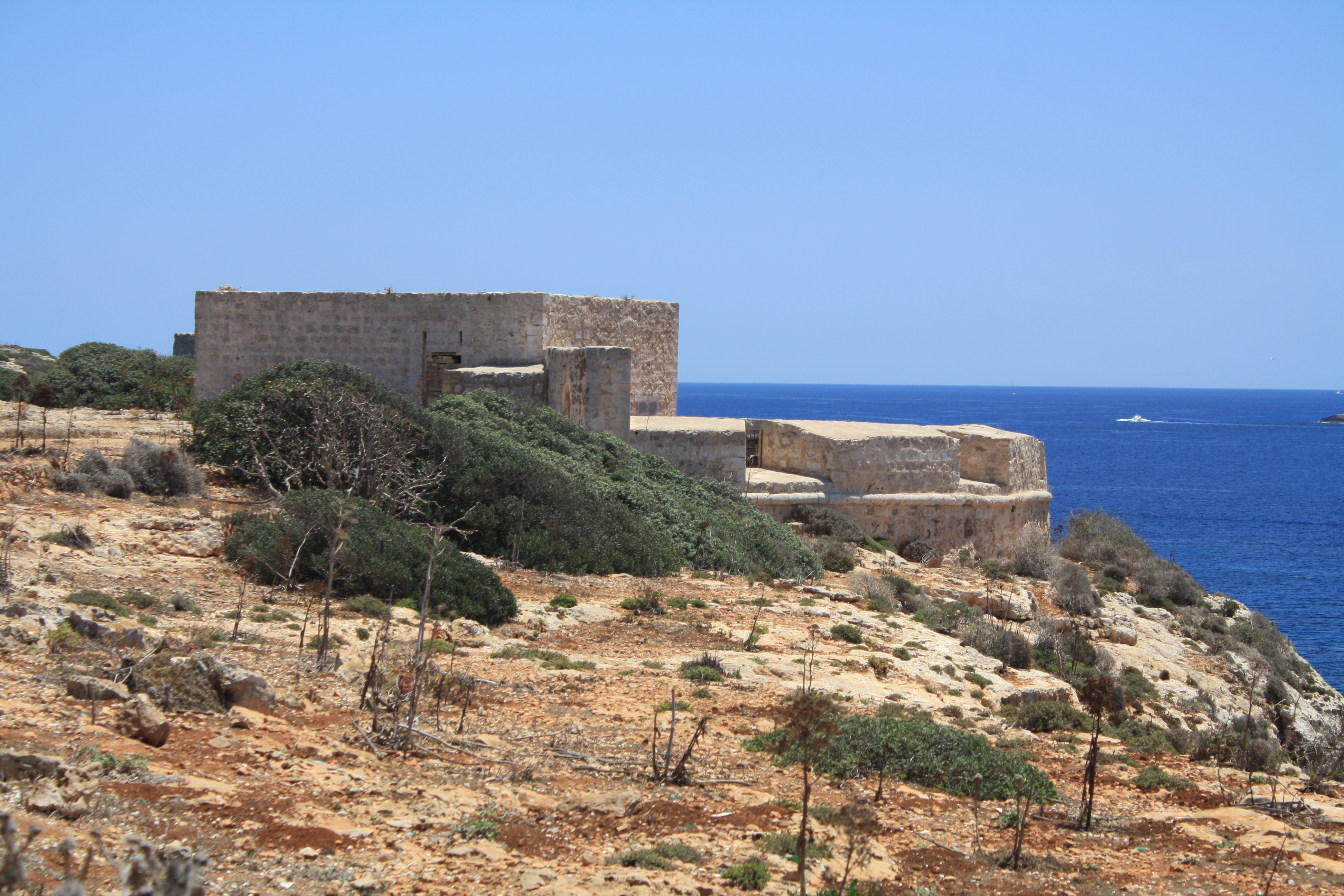
Die Santa Marija Gun Battery auf Comino
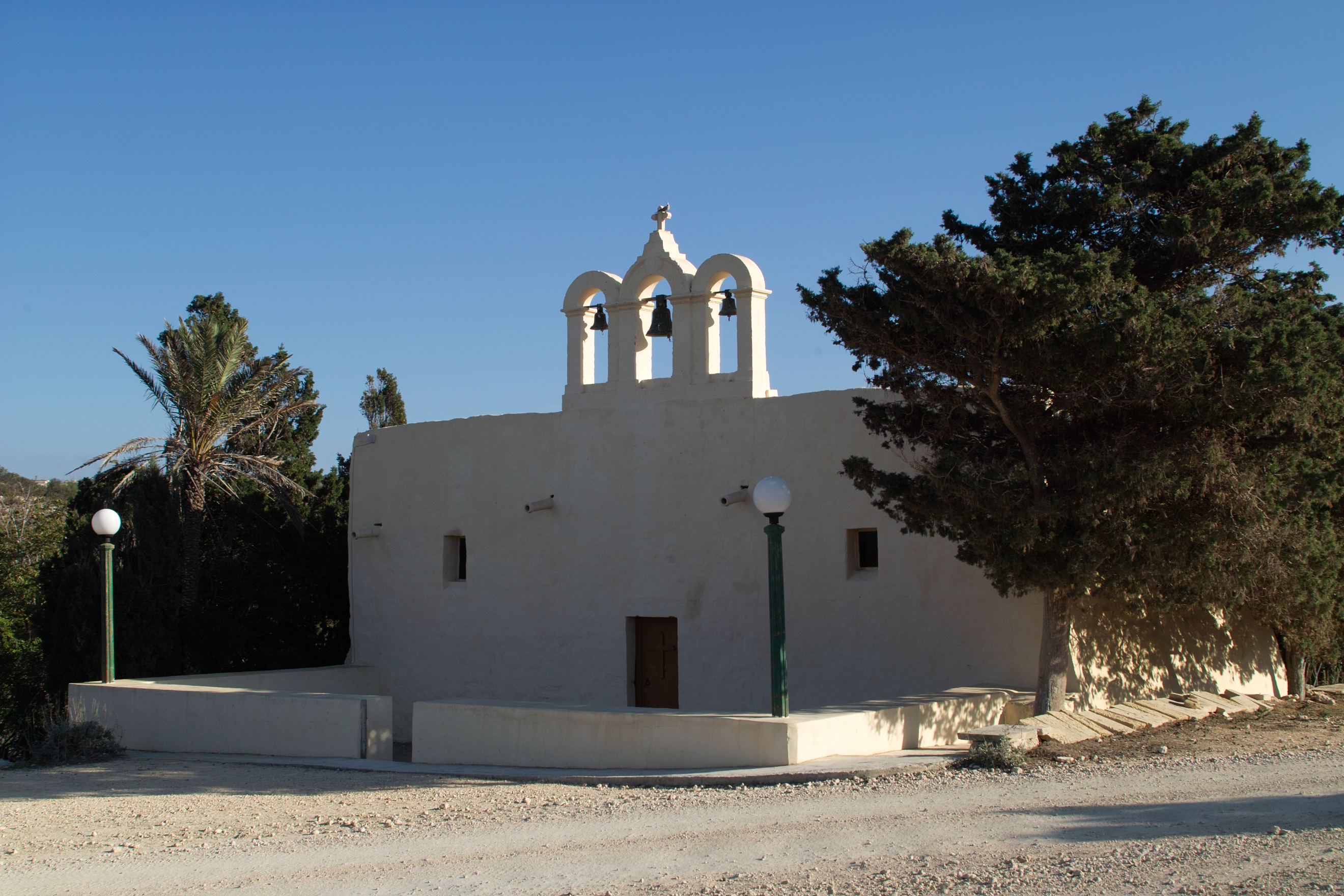
Kirche auf Comino
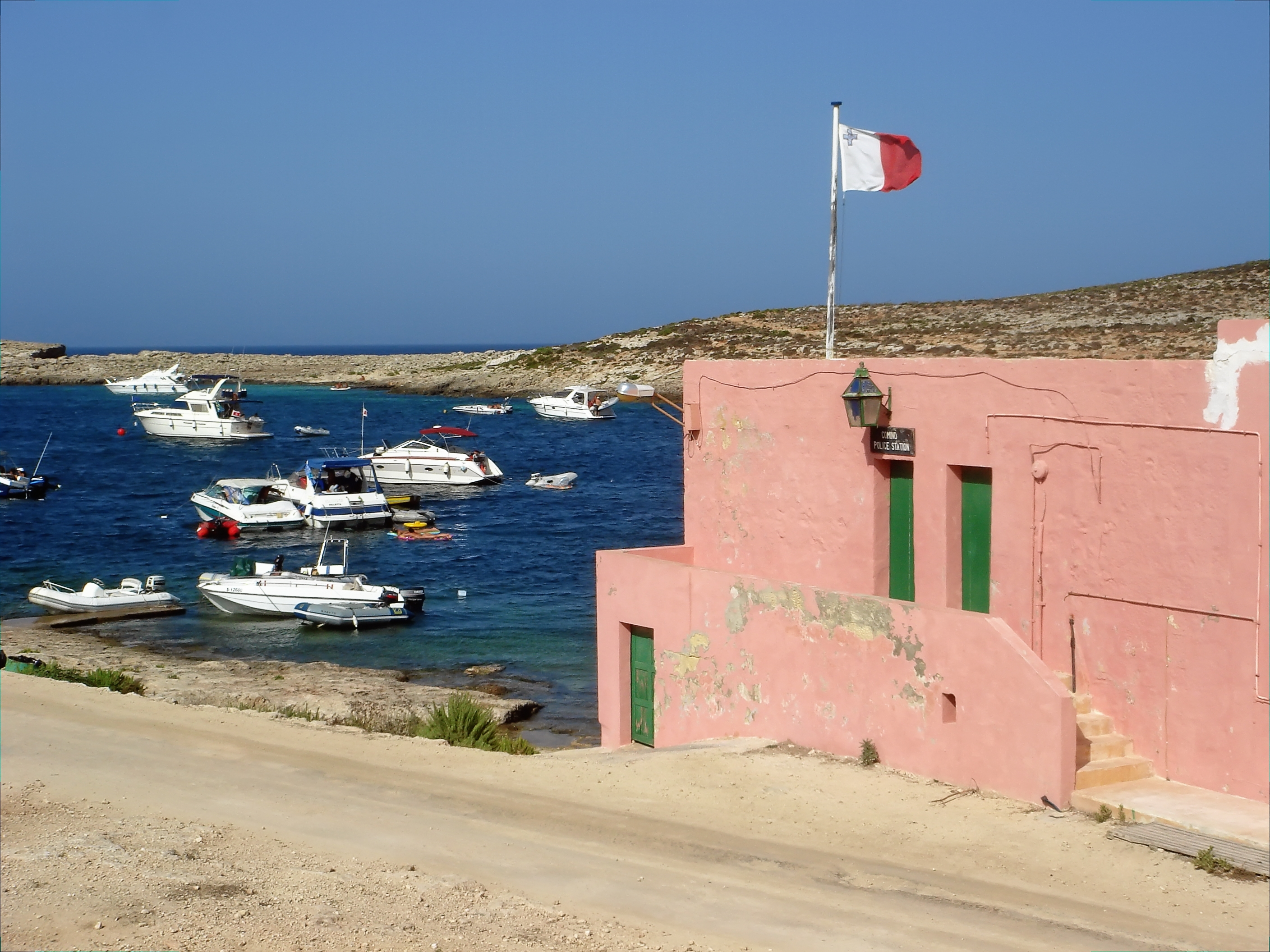
Polizeistation
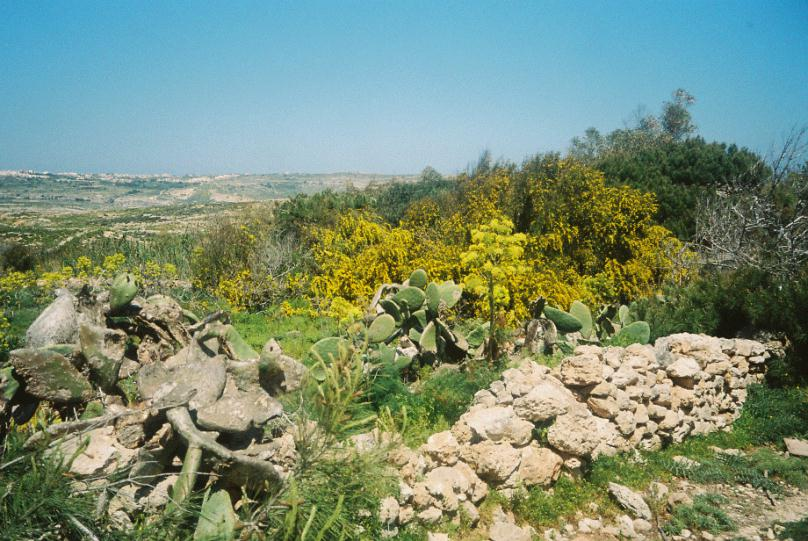
Comino-Vegetation
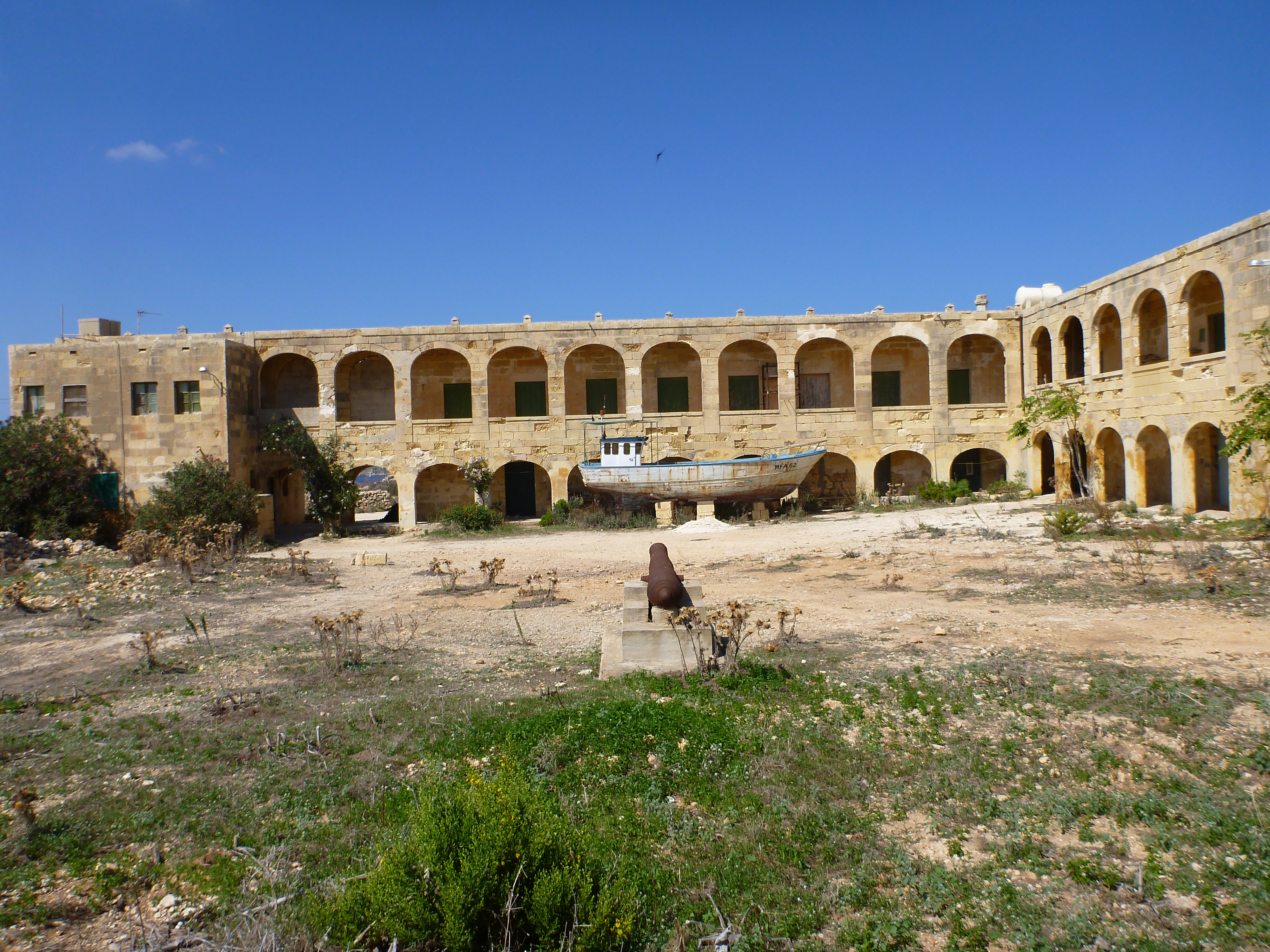
Ehemalige Quarantänestation
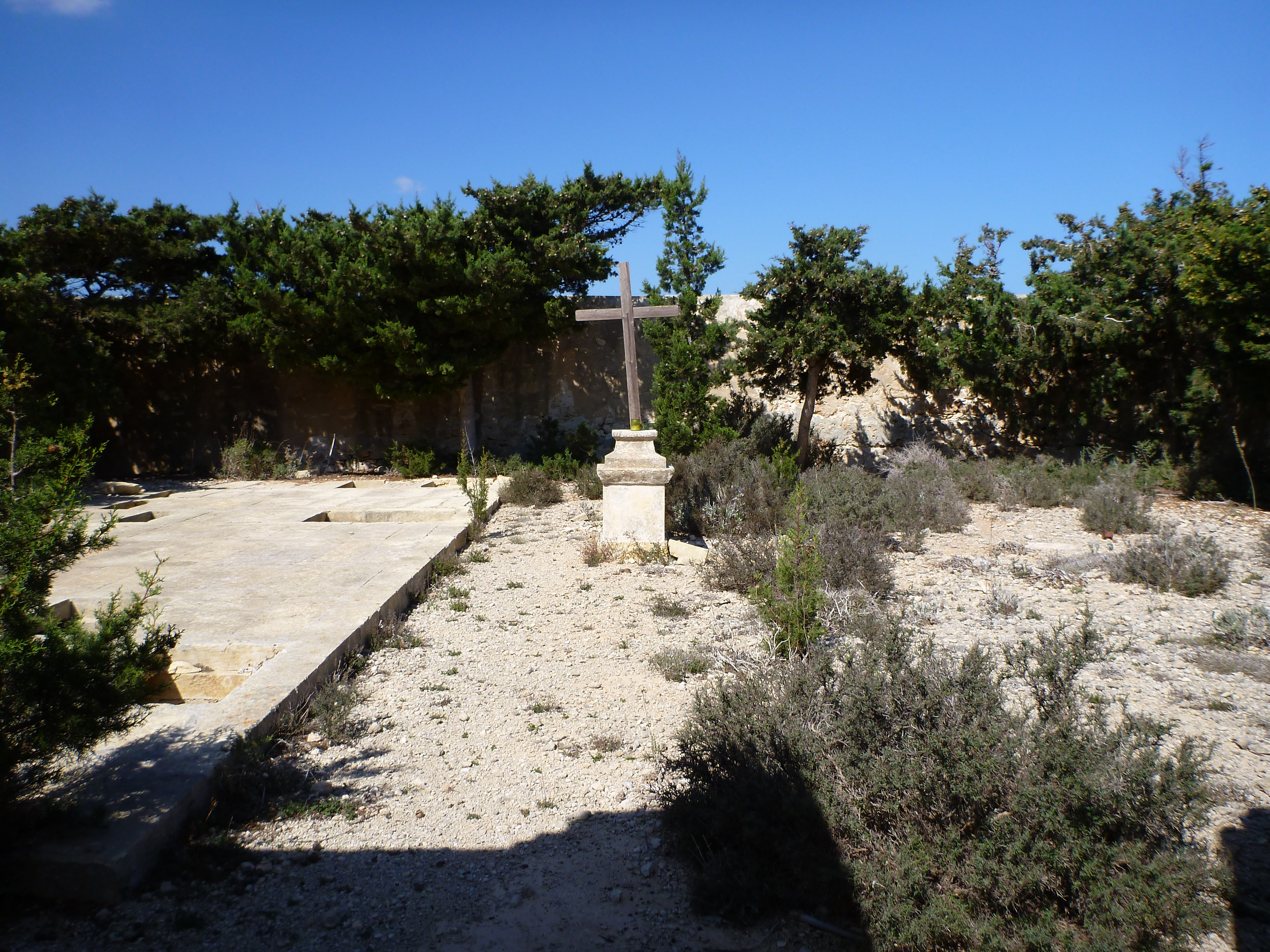
Innerer Teil des ehemaligen Friedhofs
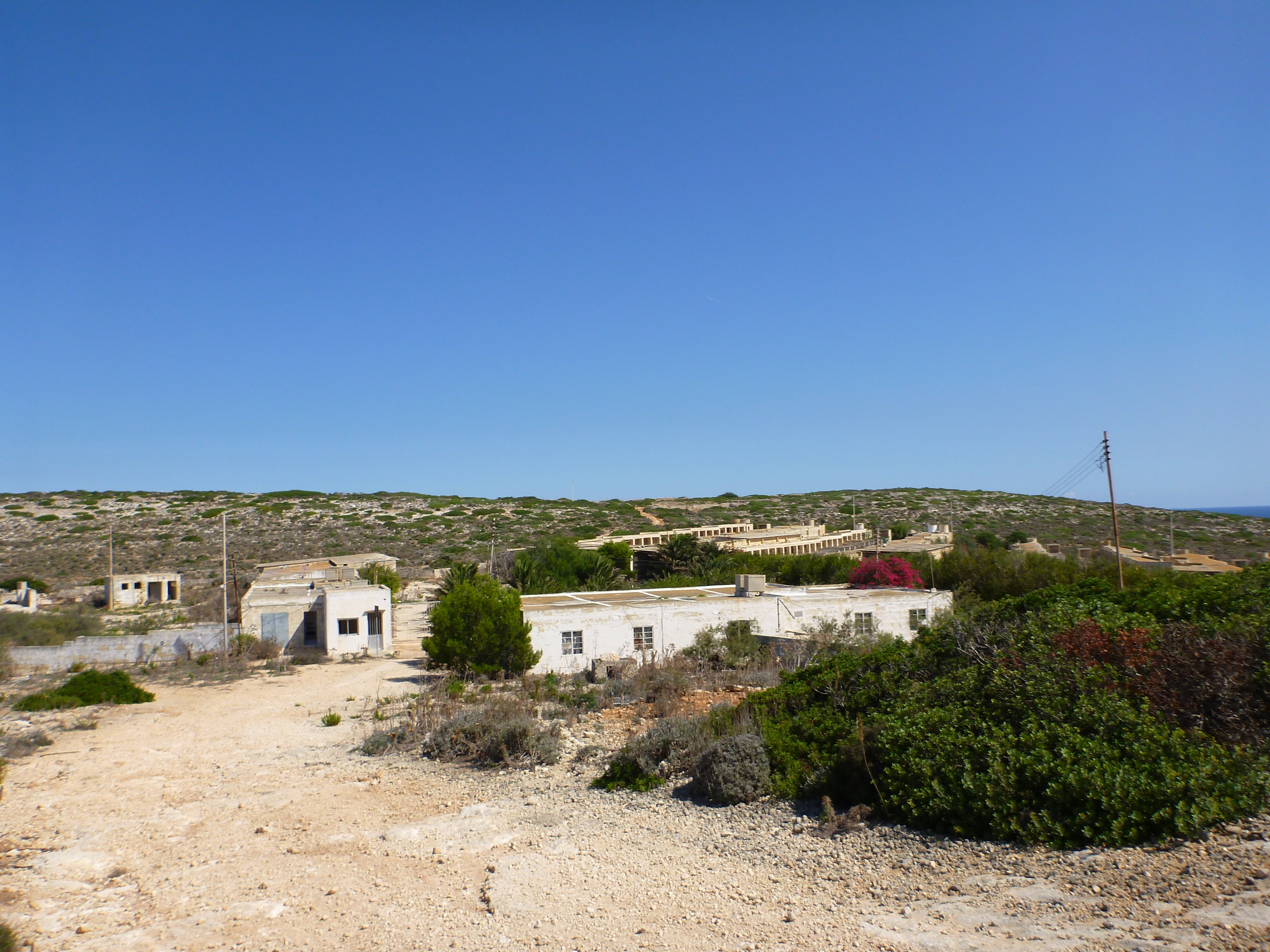
Ehemalige Schweinefarm